# Joe Chiccarelli
Joe Chiccarelli es un productor discográfico estadounidense nacido en Boston, activo en la industria musical desde finales de la década de 1970.

## Carrera
Nacido en Boston, Chiccarelli inició su carrera en la música como ingeniero asistente en los estudios Cherokee de Los Ángeles. Allí tuvo la oportunidad de trabajar inicialmente con Frank Zappa, oficiando como ingeniero de sonido en álbumes como Sheik Yerbouti, Joe's Garage y Tinseltown Rebellion. A partir de entonces ha tenido la oportunidad de trabajar con artistas como Morrisey, Oingo Boingo, Café Tacvba, Spoon, U2, The Districts, Counting Crows y The White Stripes, entre muchos otros.
Durante su carrera ha obtenido varios Premios Grammy y Grammy Latinos.

## Premios destacados

### Grammy
| Año  | Categoría                             | Obra nominada           | Resultado |
| ---- | ------------------------------------- | ----------------------- | --------- |
| 2009 | Mejor producción de álbum, no clásica | Consolers of the Lonely | Ganador   |
| 2008 | Mejor álbum de música alternativa     | Icky Thump              | Ganador   |
| 2004 | Mejor álbum alternativo o rock latino | Cuatro caminos          | Ganador   |